# Osiky
Osiky (německy Ossik) jsou obec v okrese Brno-venkov v Jihomoravském kraji. Rozkládají se v Hornosvratecké vrchovině, v přírodním parku Svratecká hornatina, přibližně 12 kilometrů severně od Tišnova. Žije zde 131 obyvatel.

## Název
Původně se vesnice jmenovala Osěč. Staré osěč bylo variantou slova osěk a znamenalo "vysekané místo v lese". Pro ves jsou také doloženy podoby Osíčí ("místo, kde je osík, tedy malý osek") a Osíky (množné číslo od osík). Tento druhý tvar byl zdrojem tvaru Osiky, který vznikl poté, co se přestalo rozumět původnímu významu vesnického jména.

## Historie
První písemná zmínka o obci pochází z roku 1390 (Ossyecz). Od roku 1850 do 70. let 19. století byly Osiky součástí Brumova.

## Obyvatelstvo
| Rok            | 1869 | 1880 | 1890 | 1900 | 1910 | 1921 | 1930 | 1950 | 1961 | 1970 | 1980 | 1991 | 2001 | 2011 | 2021 |
| -------------- | ---- | ---- | ---- | ---- | ---- | ---- | ---- | ---- | ---- | ---- | ---- | ---- | ---- | ---- | ---- |
| Počet obyvatel | 285  | 269  | 291  | 295  | 300  | 300  | 284  | 232  | 252  | 232  | 198  | 170  | 146  | 119  | 130  |
| Počet domů     | 34   | 37   | 42   | 45   | 46   | 47   | 48   | 54   | 54   | 54   | 48   | 51   | 62   | 64   | 66   |

Vývoj počtu obyvatel

## Pamětihodnosti
- Kostel svatého Stanislava
- Kaple svaté Filumeny
- Kříž z nedvědického mramoru se jmény deseti padlých občanů v první světové válce - z roku 1928
- Mramorový kříž na hřbitově
- Mramorový kříž u bývalé školy - z roku 1892
- Dřevěný kříž s kovovým korpusem Krista - z roku 1950, stojí na cestě ke kostelu
- Památník partyzánům
- Osiky – zaniklý hrad nedaleko kostela svatého Stanislava, již v katastru sousedního Synalova

## Galerie

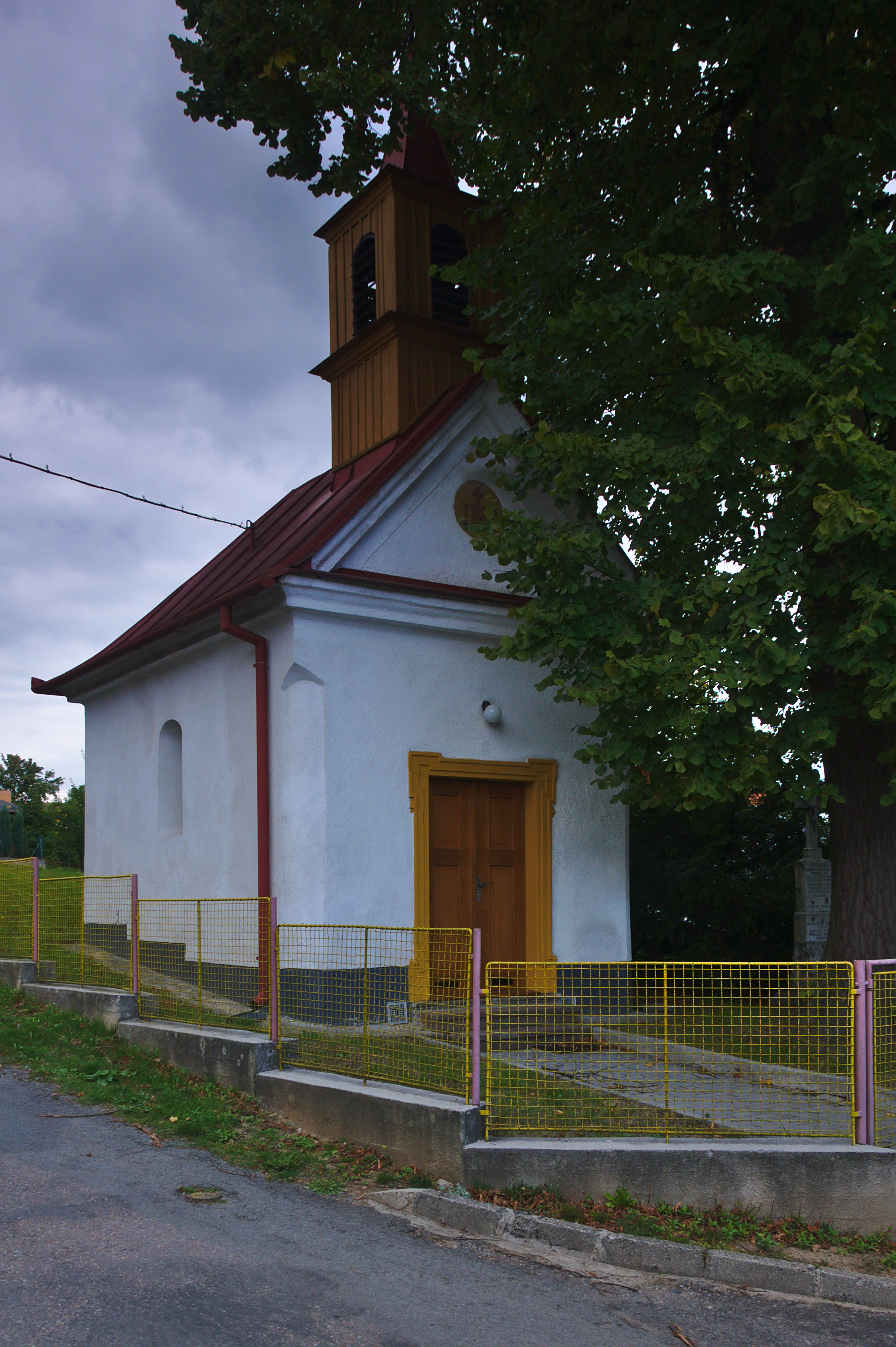
Kaple svaté Filomény
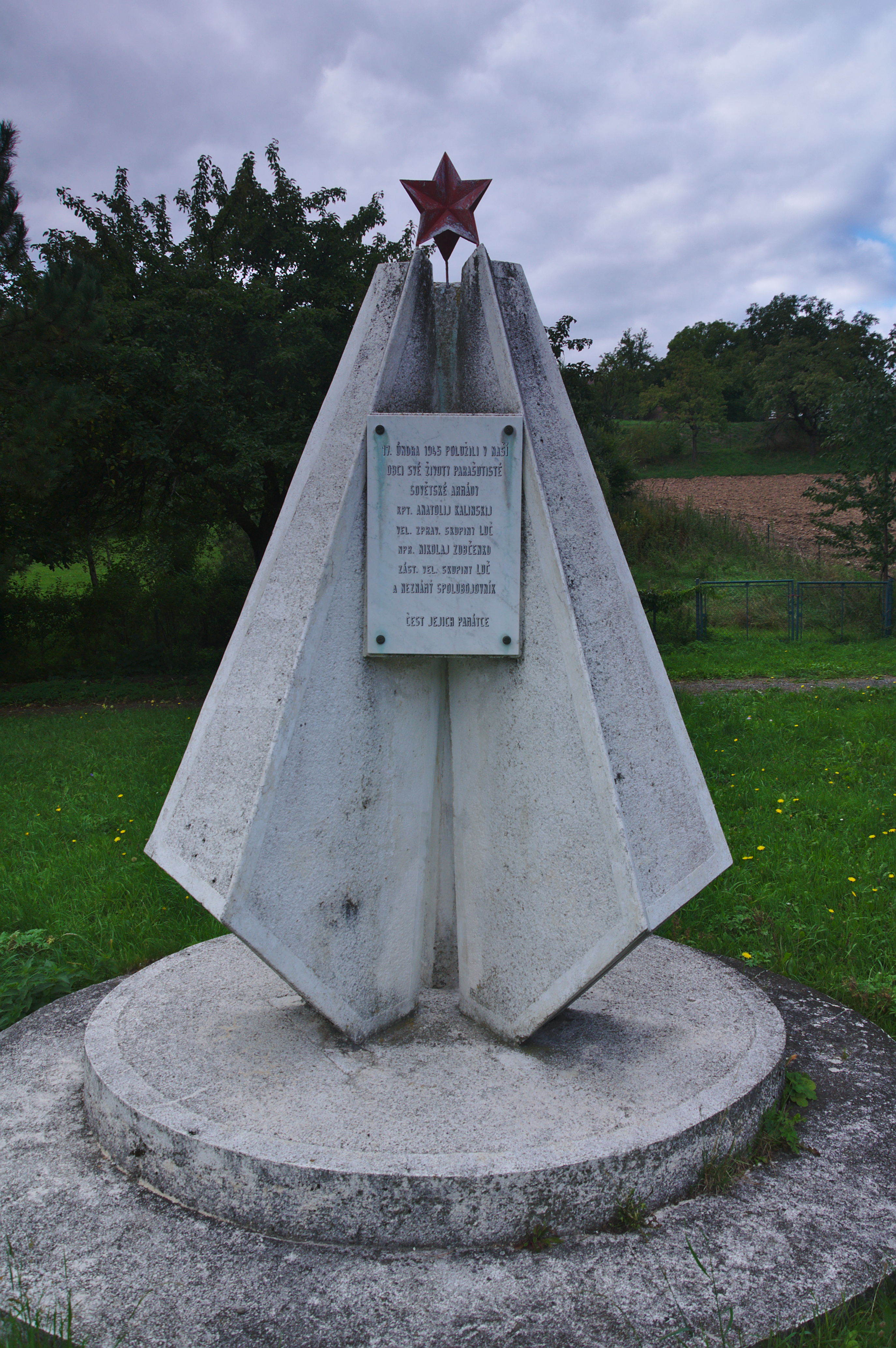
Památník ruským parašutistům
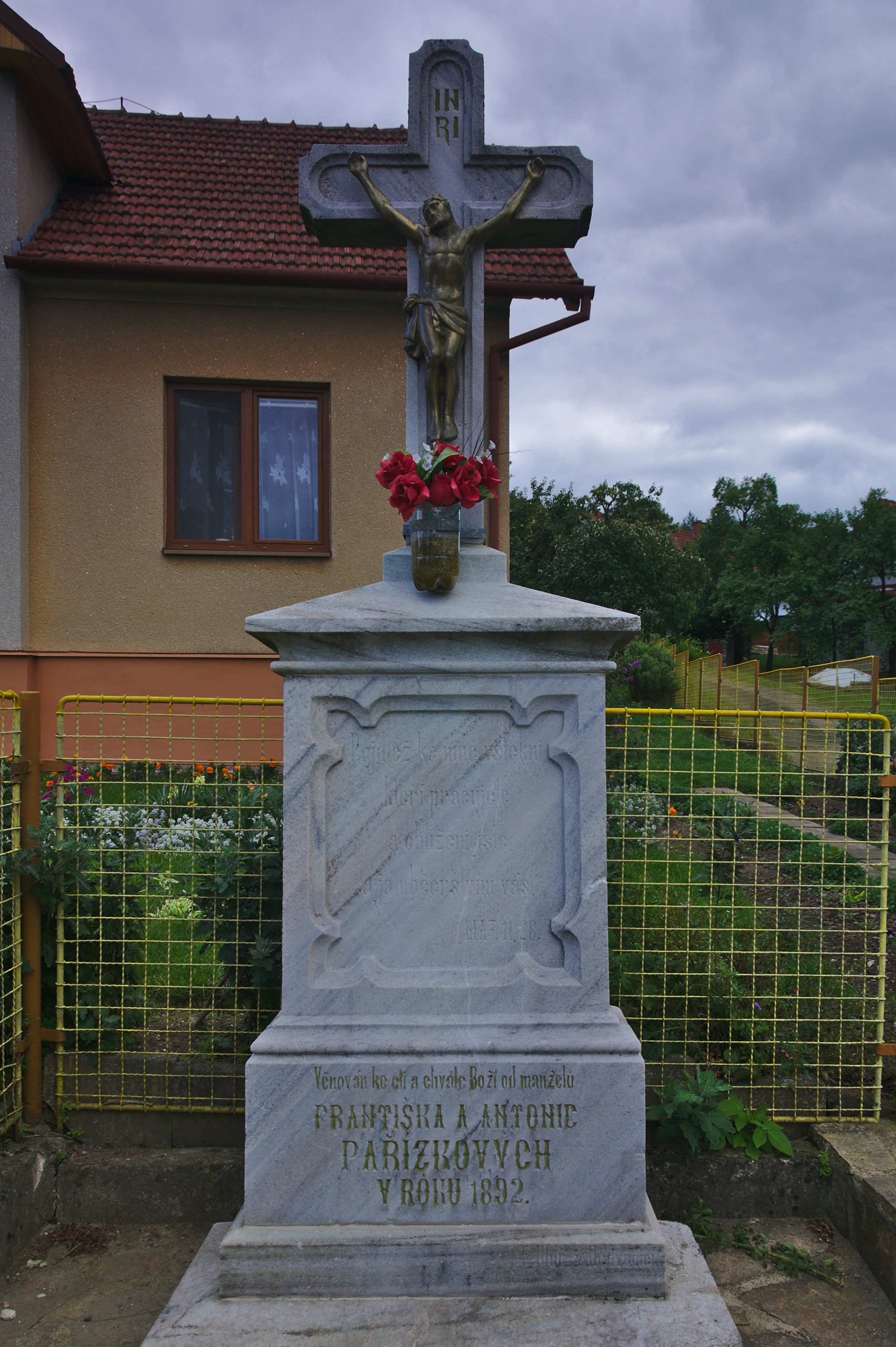
Kříž v obci
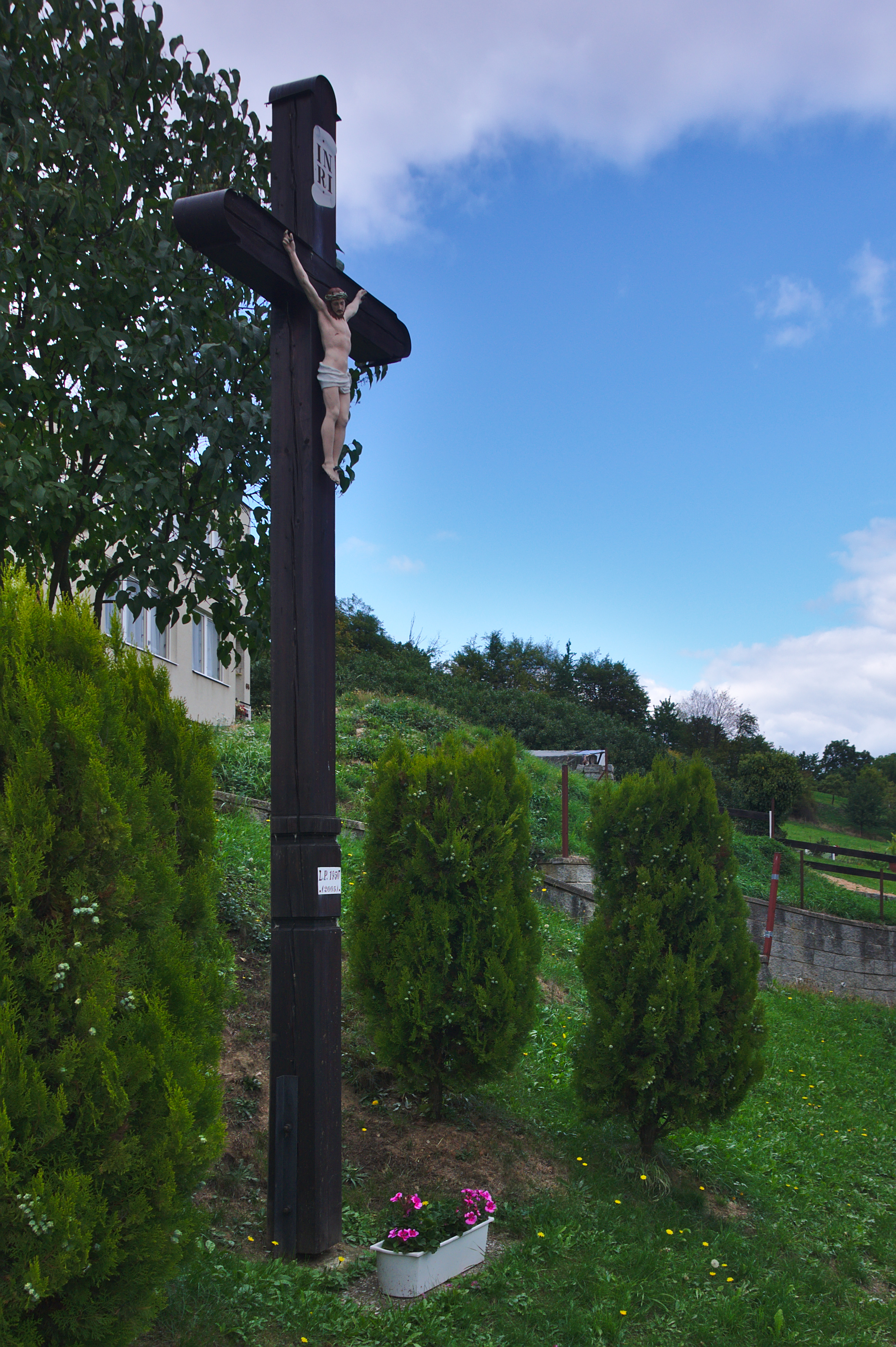
Kříž v jižní části obce
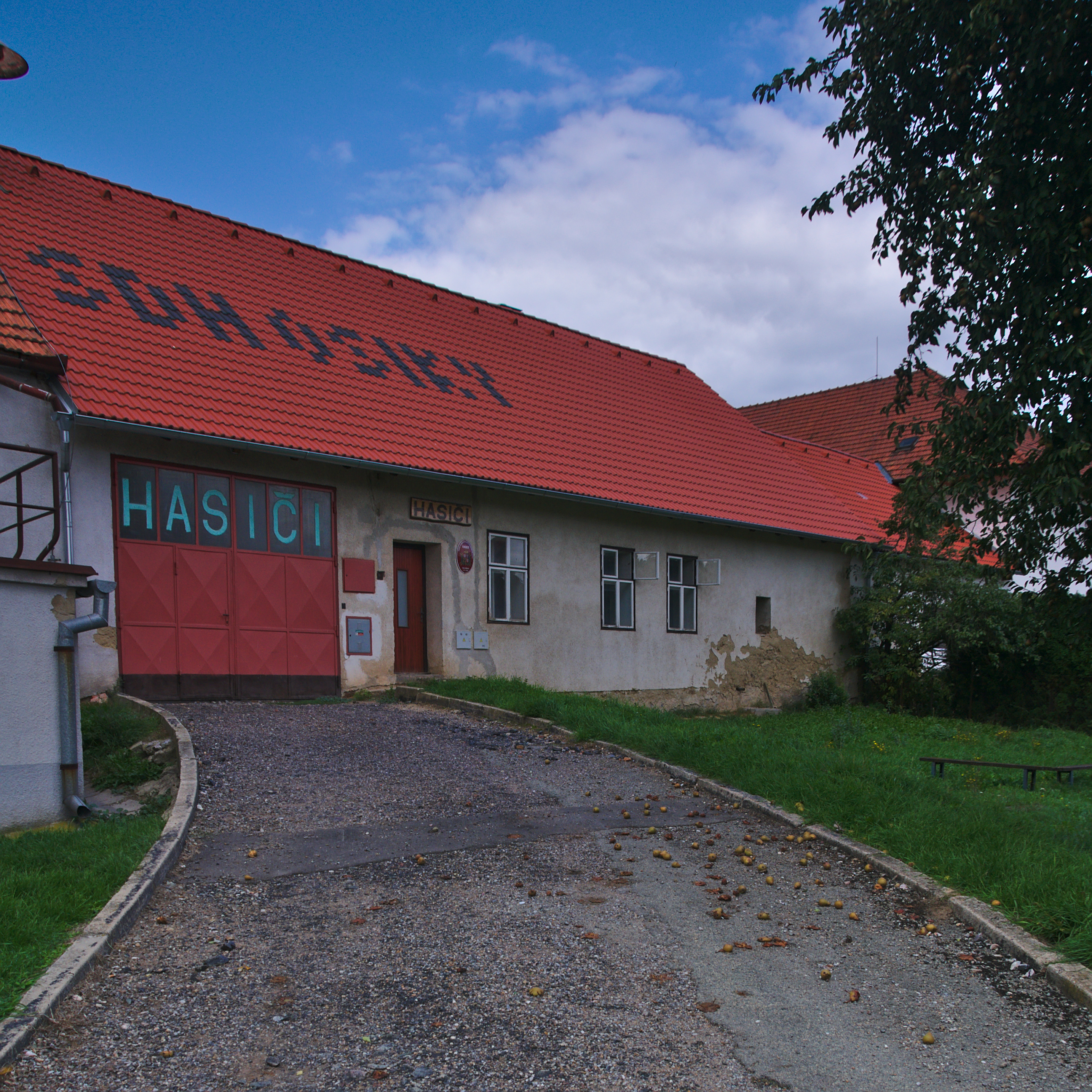
Hasičská zbrojnice
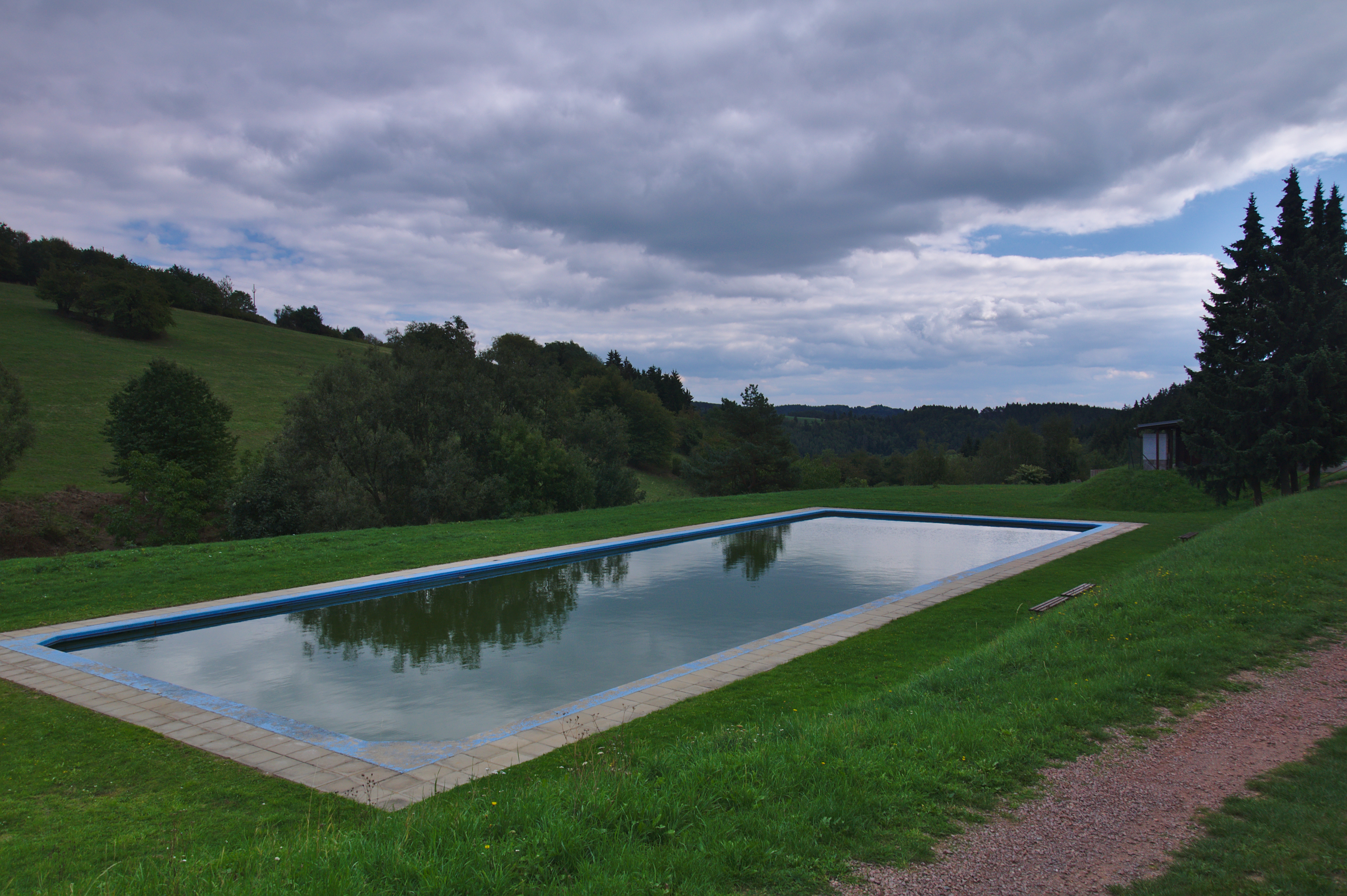
Koupaliště